# غويندولين ويلسون فولر
غويندولين ويلسون فولر (بالإنجليزية: Gwendolyn Wilson Fowler)‏ هي كيميائية وصيدلانية أمريكية، ولدت في 8 ديسمبر 1907 في دردنيل في الولايات المتحدة، وتوفيت في 19 نوفمبر 1997 في دي موين في الولايات المتحدة.